# John R. Deane junior

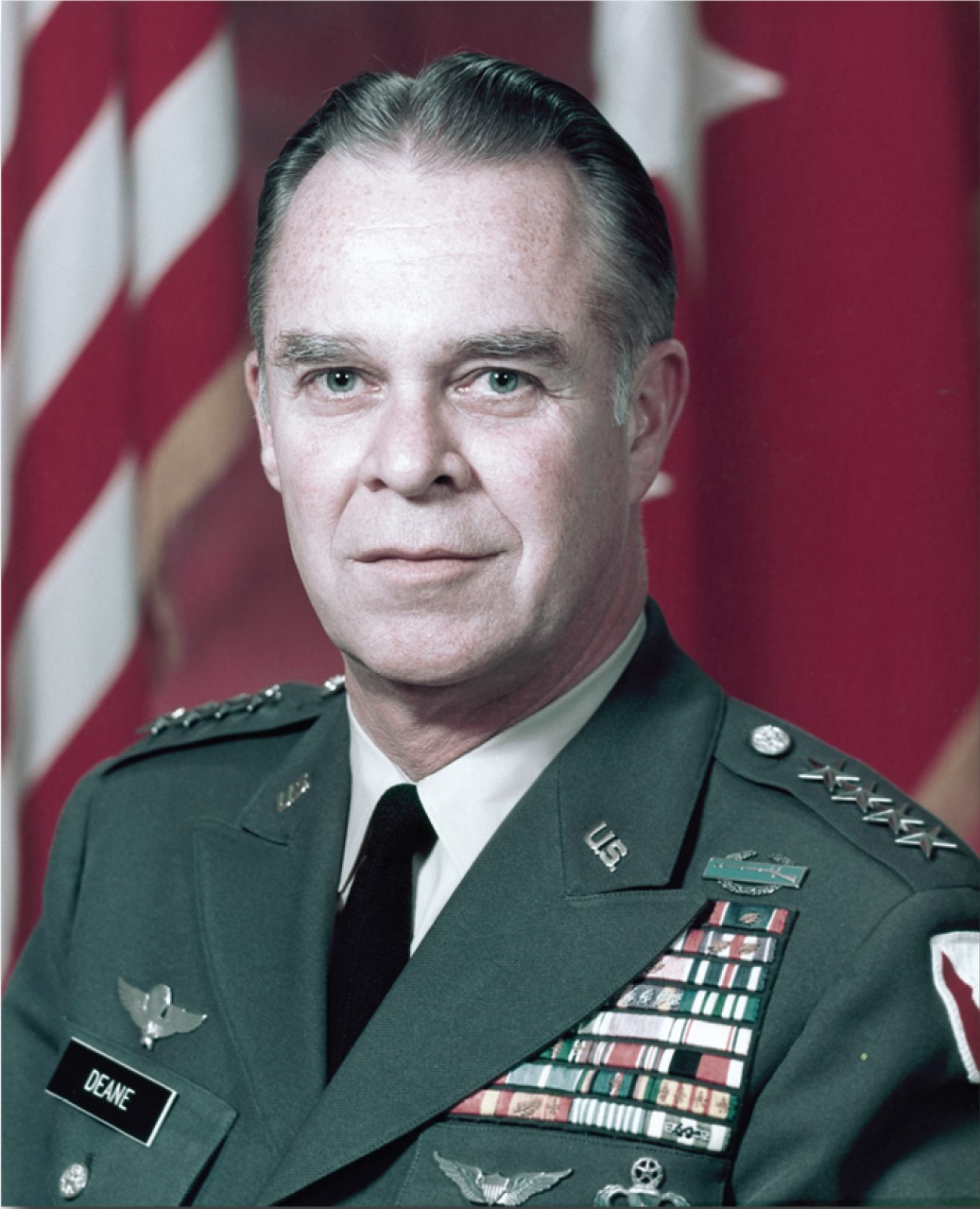
John R. Deane Jr.

John Russell Deane Jr. (* 8. Juni 1919 in San Francisco, Kalifornien; † 18. Juli 2013 in Bangor, Penobscot County, Maine) war ein Viersterne-General der United States Army. Zuletzt kommandierte er das United States Army Materiel Command (AMC).
John Deane war der Sohn von Generalmajor John Russel Deane Sr. (1896–1932). Er besuchte die öffentlichen Schulen seiner Heimat und trat im Jahr 1937 als einfacher Soldat dem US-Heer bei, wo er im 16. Infanterieregiment diente. In den Jahren 1938 bis 1942 durchlief er die United States Military Academy in West Point. Nach seiner Graduation wurde er als Leutnant der Infanterie zugeteilt. In der Armee durchlief er anschließend alle Offiziersränge bis zum Viersterne-General.
Während seiner militärischen Karriere absolvierte Deane verschiedene Kurse und Schulungen. Dazu gehörten das Command and General Staff College (1952), das Armed Forces Staff College (Ende 1954), das National War College (1960) und die Harvard Business School (1963). 
Er wurde zunächst der 104. Infanteriedivision zugewiesen, wo er Zugführer in einer Kompanie der Division war. Er wurde im Zweiten Weltkrieg eingesetzt und dort bei der Army of the United States sehr schnell befördert. Bei Kriegsende war er Oberstleutnant und Bataillonskommandeur. Anschließend verlor er in der regulären Armee wieder einige Dienstgrade.
In den Jahren 1945 bis 1947 war er als Nachrichtenoffizier (Intelligence Officer) in Europa stationiert. Anschließend war er Stabsoffizier im Department of the Army. Von 1952 bis 1954 gehörte er der UN-Kommission zur Überwachung des Waffenstillstandsabkommens nach dem Koreakrieg an. Danach war er in den späteren 1950er Jahren, neben den erwähnten Schulungen, Stabsoffizier im Pentagon. Daran schloss sich eine Versetzung nach Heidelberg zur USAREUR an, wo er ebenfalls als Stabsoffizier tätig war. Von Februar 1961 bis Juni 1962 gehörte John Russell zur Berlin Brigade, wo er die Einheit 2nd Battle Group kommandierte. Später wurde er Stabsoffizier im Verteidigungsministerium. Im Sommer 1965 wurde er als Assistant Commander zur 82. Luftlandedivision in Fort Bragg versetzt.
Ab Februar 1966 war John Deane im Vietnamkrieg eingesetzt. Dort gehörte er der 1. Infanteriedivision an. Im Dezember 1966 übernahm er das Kommando über die 173. Luftlandebrigade, die ebenfalls in Vietnam eingesetzt war. Dieses Kommando behielt er bis September 1967. Es folgte eine weitere Verwendung als Stabsoffizier beim Armee-Hauptquartier. Vom 14. Oktober 1968 bis zum 14. Juli 1970 hatte er den Oberbefehl über die 82. Luftlandedivision.
Nach einer kurzfristigen neuerlichen Verwendung als Stabsoffizier wurde Deane im Jahr 1972 zum stellvertretenden Direktor der Defense Intelligence Agency ernannt. Am 12. Februar 1975 übernahm er bei gleichzeitiger Beförderung zum Viersterne-General das Kommando über das United States Army Materiel Command. In dieser Funktion löste er General Henry A. Miley, Jr. ab. Diesen Posten bekleidete er bis zum 1. Februar 1977. Anschließend ging er in den Ruhestand.
Er starb am 18. Juli 2013 in Bangor in Maine.

## Orden und Auszeichnungen
John Deane erhielt im Lauf seiner militärischen Laufbahn unter anderem folgende Auszeichnungen:
- Distinguished Service Cross
- Army Distinguished Service Medal
- Silver Star
- Legion of Merit
- Distinguished Flying Cross
- Bronze Star Medal
- Air Medal
- Purple Heart
- Joint Service Commendation Medal
- Army Commendation Medal
- American Defense Service Medal
- American Campaign Medal
- European-African-Middle Eastern Campaign Medal
- World War II Victory Medal
- Army of Occupation Medal
- National Defense Service Medal
- Korean Service Medal
- Armed Forces Expeditionary Medal
- Vietnam Service Medal
- National Order of Vietnam (Südvietnam)
- Gallantry Cross (Südvietnam)
- United Nations Korea Medal
- Vietnam Campaign Medal (Südvietnam)
- Army Aviator Badge
- Parachutist Badge
- Combat Infantryman Badge